# Prosopocoilus bruijni bruijni
Prosopocoilus bruijni bruijni es una especie de coleóptero de la familia Lucanidae.

## Distribución geográfica
Habita en Sangihe (Indonesia).